# البصيري (القصيم)
مركز البصيري  في منطقة القصيم يقع غرب المنطقة القصيم وتبعد عن الطريق الرابط بين القصيم المدينة المنورة 53 كم في جهة الجنوب

## التاريخ
مركز البصيري  تأسست البصيري على يد الأمير محمد بن غازي بن كلاب عام 1397هـ 1977م.

## السكان
يبلغ عدد سكان مركز البصيري 2.000 نسمة

## الموقع الجغرافي
مركز البصيري يقع غرب منطقة القصيم ويبعد عن بريدة 240 كم. وعن محافظة عقلة الصقور 70 كم. وعن محافظة الرس 180 كم .

## المناخ
المناخ قاري صحراوي، حار جاف صيفًا بارد مُمطر شتاء وتبلغ درجة الحرارة صيفًا 45°م، وفيالشتاء تصل 3- مادون الصفر ومتوسط سقوط المطر 145 ملم.